# 4415-ös mellékút (Magyarország)
A 4415-ös számú mellékút egy négy számjegyű országos közút Csongrád-Csanád vármegye keleti részén, Hódmezővásárhelyet köti össze Makó külterületeivel, Szikáncs és Földeák érintésével.

## Nyomvonala
Hódmezővásárhely központjában indul, egy körforgalmú csomópontból kiágazva, amelyen régen a 47-es főút haladt keresztül, de amióta elkészült a főút belvárost elkerülő szakasza, azóta ez az útszakasz a 4459-es útszámozást viseli. Kezdeti szakasza Bajcsy-Zsilinszky utca néven húzódik, nagyjából délkeleti irányban; így keresztezi 800 méter után a Szolnok–Hódmezővásárhely–Makó-vasútvonal és a Szeged–Békéscsaba-vasútvonal közös szakaszának vágányait is. A folytatásban egy rövid szakaszon délebbi irányt vesz, de hamarosan ismét visszatér a délkeleti irányhoz, Széchenyi tér néven.
1,4 kilométer után egy elágazáshoz ér: a tovább egyenesen délkelet felé haladó út innen a 4414-es útszámot viseli, a 4415-ös pedig északkelet felé folytatódik, Csomorkányi utca néven, mint Újváros városrész főutcája. Hamarosan egy újabb elágazása következik: az egyenesen továbbvezető szakasz a 4418-as útszámot viseli, és ezen a számon tulajdonképpen itt ér véget, Kardoskúttól idáig húzódva,  28 kilométer után, a 4415-ös pedig dél-délkeletnem fordul, és a Makói út nevet veszi fel.
3. kilométerét elhagyva ismét egy elágazáshoz ér, itt a Tótkomlóstól idáig húzódó 4421-es út torkollik bele kelet felől, 30 kilométer megtételét követően. Bő fél kilométerrel délebbre az út mellé simulnak észak felől a Szolnok–Hódmezővásárhely–Makó-vasútvonal vágányai, innentől egymás mellett húzódnak a belterület délkeleti széléig, amit az út 4,500-as kilométerszelvénye közelében érnek el. Így maradnak a folytatásban is: együtt érik el 11,5 kilométer után a városhoz tartozó Szikáncs településrészt, amelynek déli széle mellett húzódnak el, és ahol a vasútnak egy megállóhelye is van, Szikáncs megállóhely.
A 14,150-es kilométerszelvényénél az út – még mindig a vasutat kísérve – átlépi Földeák határát és a korábbinál délebbnek fordul. A 16. kilométer előtt a vasút keletebbi irányba húzódva elválik tőle: a vágányok végighúzódnak a község belterületének nyugati szélén, az út viszont legalább 3-400 méterre elkerüli a falut. A lakott területen csak a 44 132-es út kanyarog végig, amely majdnem pontosan a 17. kilométernél ágazik ki a 4415-ösből északkelet felé és 3,5 kilométer megtétele után vissza is tér hozzá, a 18,800-as kilométerszelvényénél. Alig 200 méter után egy újabb elágazása következik – itt a 4416-os út indul nyugat felé, Óföldeák-Maroslele irányába –, 19,2 kilométer után pedig visszakanyarodnak mellé a vasút sínjei.
22,7 kilométer után éri el az út Makó határát, és röviddel ezután véget is ér, beletorkollva egy körforgalomba, ahonnan a belváros irányába továbbvezető út már 430-as főútként számozódik. Ugyanez a körforgalom egyben az itt nyugat-keleti irányban húzódó M43-as autópálya makói csomópontjának része is: ebbe torkollik bele a Csanádpalota felől érkező forgalom 43 529-es számú lehajtó ága és a Szeged felé vezető forgalmat kiszolgáló, 43 531-es számú felhajtó ág.
Teljes hossza, az országos közutak térképes nyilvántartását szolgáló kira.gov.hu adatbázisa szerint 22,846 kilométer.
Egyes források – ilyen például a lekérdezés időpontjában, 2020 augusztusában a Google Térkép és a Google Utcakép is – a 4415-ös út teljes, fentebb leírt szakaszát a 430-as főút részeként tüntetik fel.

## Települések az út mentén
- Hódmezővásárhely
- Szikáncs
- Földeák
- (Makó)

## Története
1934-ben a kereskedelem- és közlekedésügyi miniszter 70 846/1934. számú rendelete a teljes mai szakaszát harmadrendű főúttá nyilvánította, 432-es útszámozással. Azonos módon tünteti fel egy dátum nélküli, feltehetőleg 1949 körül készült térkép is.